# Opodiphthera
Opodiphthera là một chi bướm đêm trong họ Saturniidae, là chi đặc hữu của Úc. Chi này có 11 loài.
Opodiphthera chi này tạo thành đa số loài bướm đêm Saturniid của Úc. Chi này có bướm đêm gum hoàng đế (Opodiphthera eucalypti), một trong những loại bướm đêm nổi tiếng của Úc.

## Các loài
- Opodiphthera astrophela Walker 1855
- Opodiphthera carnea Sonthonnax 1899
- Opodiphthera engaea Turner 1922
- Opodiphthera eucalypti Scott 1864
- Opodiphthera excavus Lane, 1995
- Opodiphthera fervida Jordan 1910
- Opodiphthera helena White 1843
- Opodiphthera loranthi Lucas 1891
- Opodiphthera rhythmica (Turner, 1936)
- Opodiphthera saccopoea (Turner, 1924)
- Opodiphthera sulphurea Lane & Naumann, 2003

## Hình ảnh

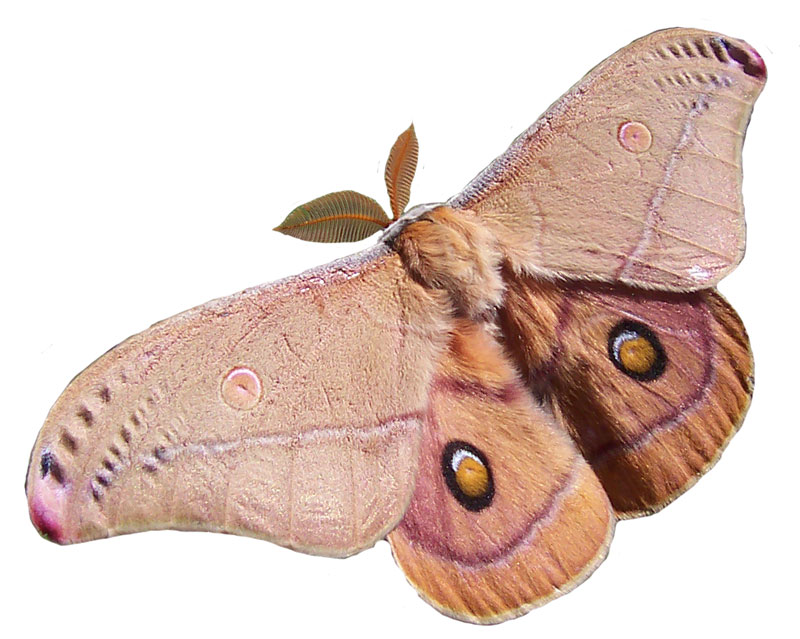
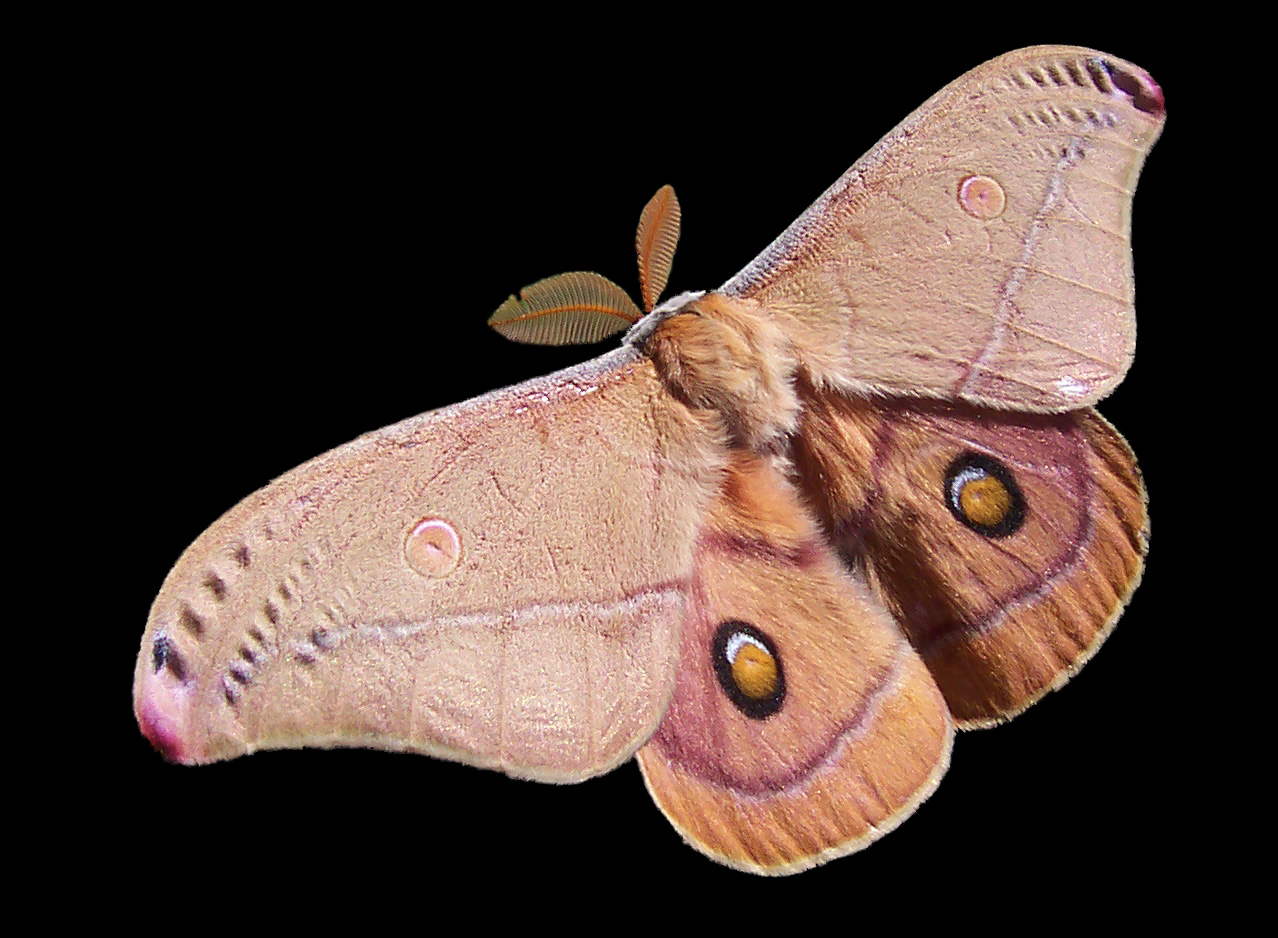
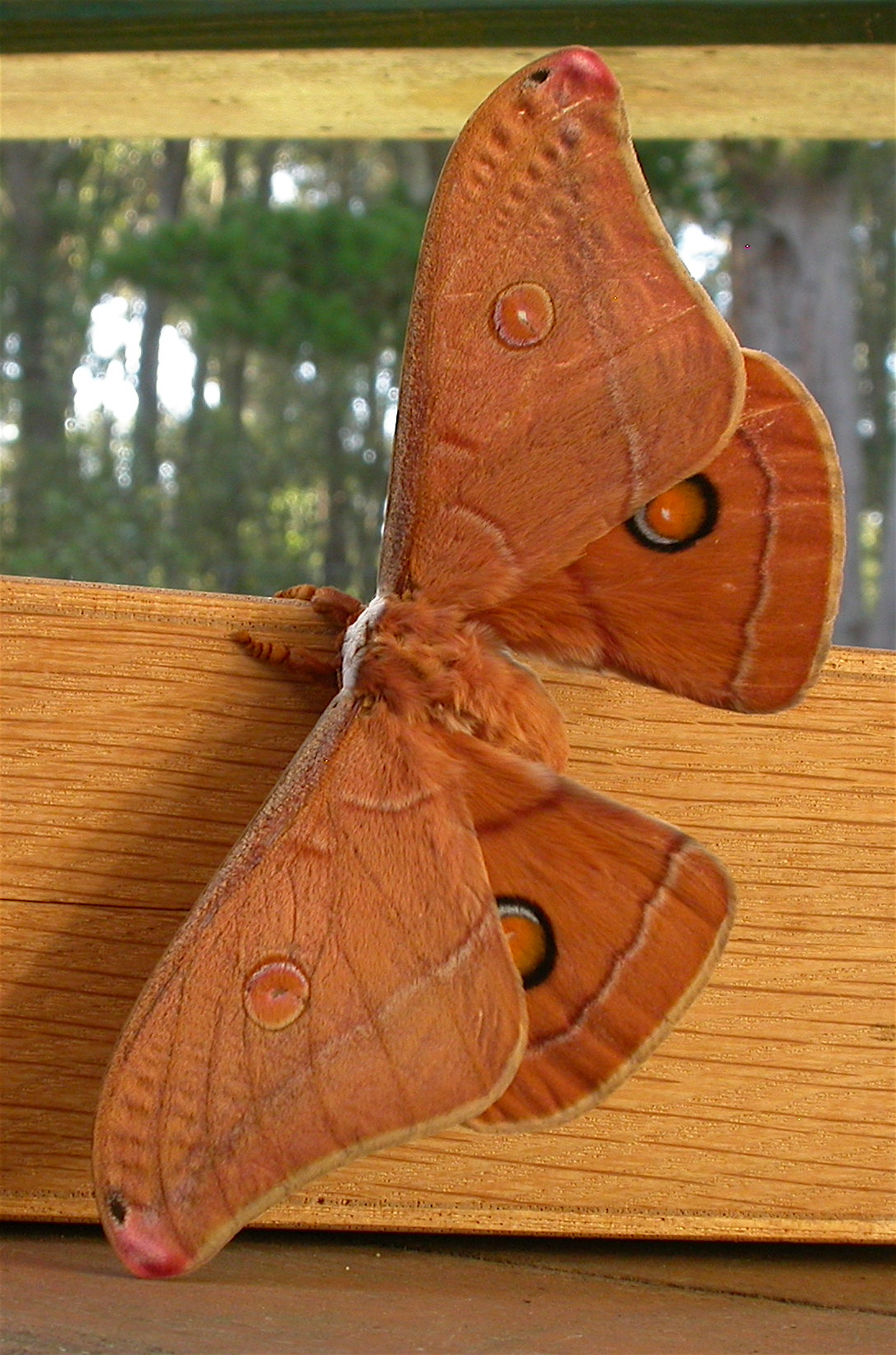